# Northern Michigan University
Northern Michigan University (NMU) – znany także jako Uniwersytet Północnego Michigan – amerykańska uczelnia o statusie uniwersytetu publicznego, z siedzibą w Marquette na Górnym Półwyspie w stanie Michigan. Powstała w 1899 roku. Kształci ok. 9 tysięcy studentów.

## Sport
NMU należy do NCAA Division II, a dokładniej do Great Lakes Intercollegiate Athletic Conference (GLIAC). Uczelnia jest właścicielem hali Superior Dome, mogącej pomieścić około ośmiu tysięcy widzów. Uczelniany klub sportowy nosi nazwę Wildcats, występuje w zielono-złotych strojach i posiada drużyny w różnych dyscyplinach – koszykówce, futbolu amerykańskim, golfie, narciarstwie, piłce nożnej, siatkówce, lekkoatletyce, zapasach, pływaniu i skokach do wody. Hokeiści na lodzie występują w NCAA Division I w Western Collegiate Hockey Association i razem z koszykarzami grają w hali Berry Events Center (4300 miejsc), która znajduje się na terenie kampusu.
Uczelnia bezpośrednio rywalizuje z innymi uczelniami z Górnego Półwyspu – Michigan Technological University (MTU) i Lake Superior State University (LSSU). Drużyny futbolu amerykańskiego z NMU i MTU rozgrywają doroczny mecz a zwycięzca otrzymuje Miner's Cup.

## Znani absolwenci
- John Lautner – architekt
- Howard Schultz – przedsiębiorca, prezes i CEO firmy Starbucks
- Nick Baumgartner – snowboardzista
- Chas Betts – zapaśnik
- Andrew Bisek – zapaśnik
- Shani Davis – łyżwiarz szybki

## Galeria

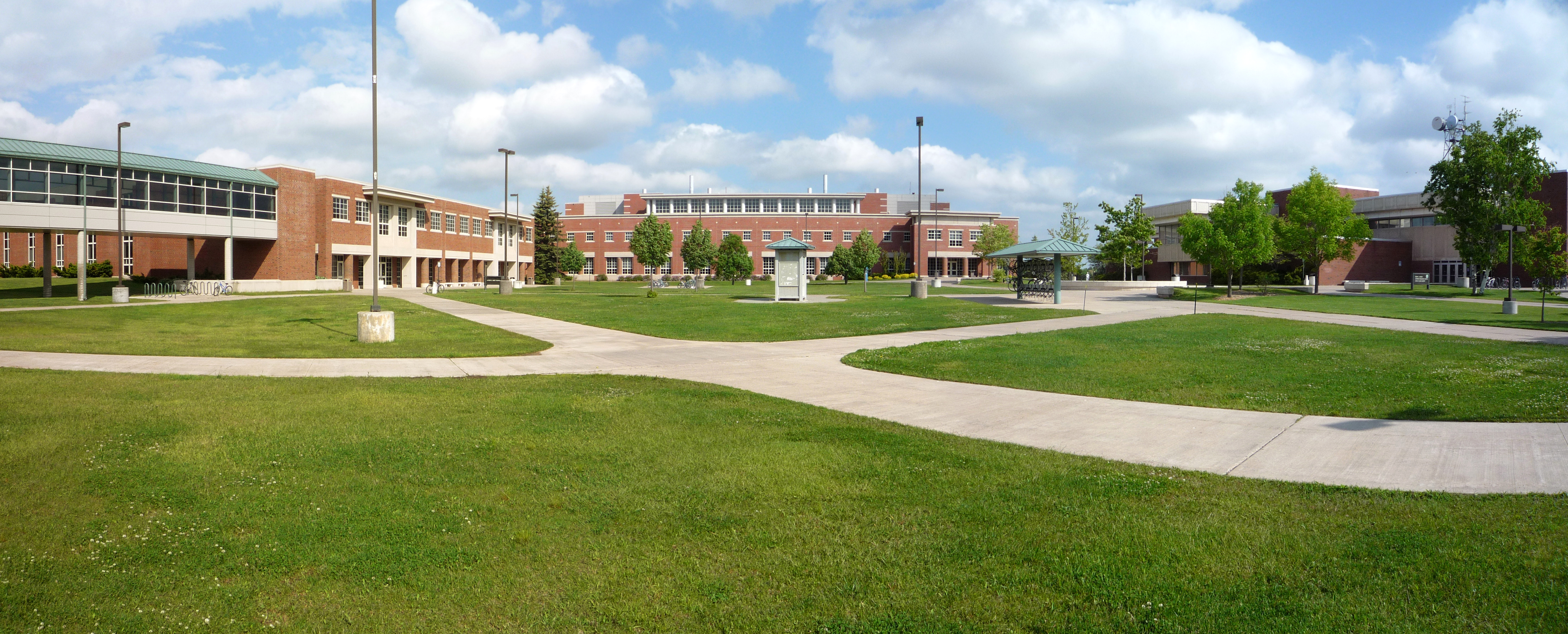
Centrum akademickie
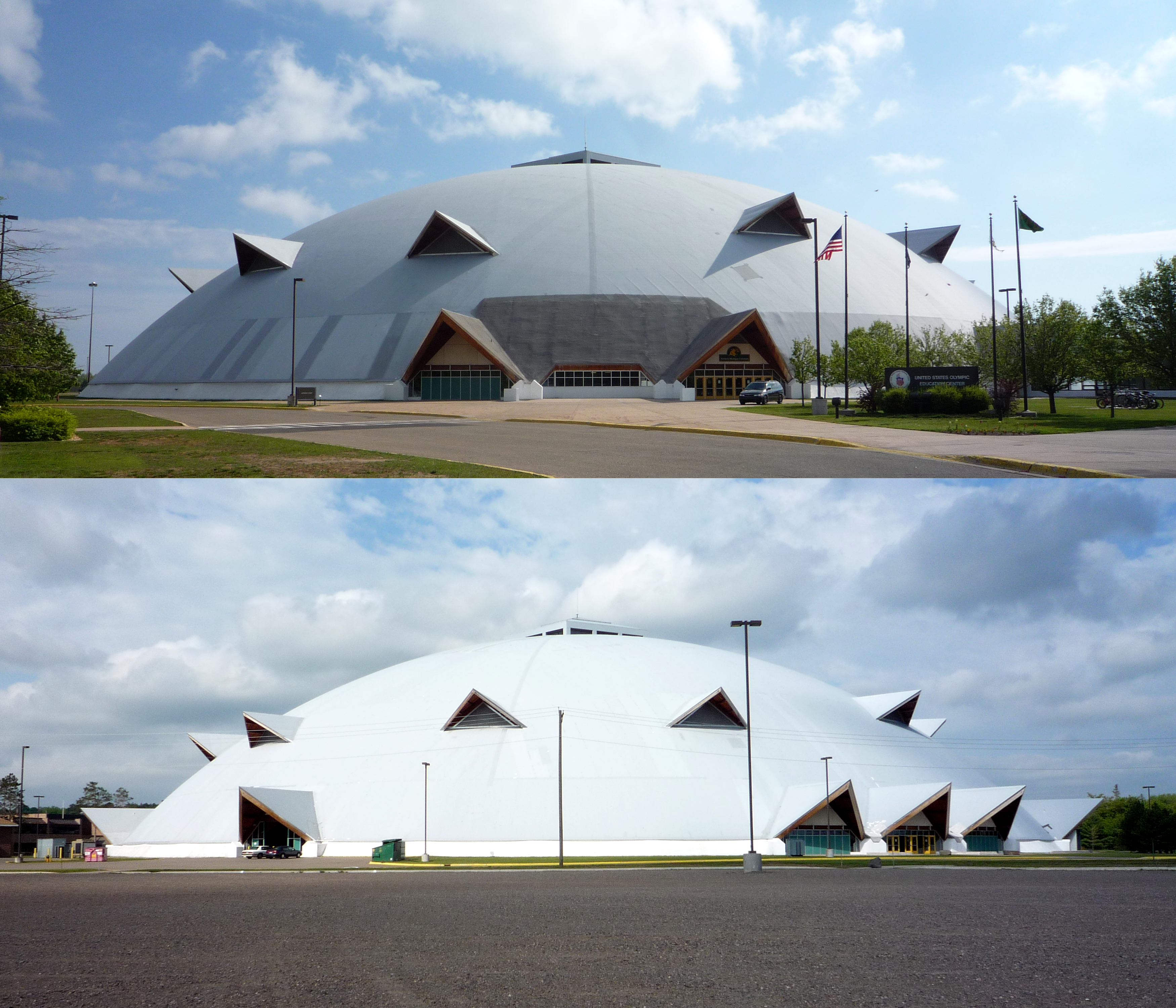
Hala Superior Dome